# 北平往事
《北平往事》（又名：北平小姐），中国电视剧，被誉为中国版的乱世佳人。本剧讲述中华民国大陆时期的北平市，抗日战争爆发的前后，三个从小一起长大而且亲密无间的女孩子（旷美娇、袁寒雪、桃金梅），她们之间友谊的发展以及她们情窦初开的故事，描写了在社会的政局变迁与人世间的世态炎凉的背景下成长起来的富家女，从任性娇纵到独立勇敢担负起家庭和社会责任的故事。剧中人物除女主外最后全部死亡，是彻底的大悲剧结局。电视剧于2006年7月开始拍摄，2007年10月29日在中国中央电视台电视剧频道黄金强档首播。

## 演员表
| 演員   | 角色   | 简介                                               | 人物结局                                   |
| 韩 雪  | 旷美娇 | 旷家千金，圣心学堂的学生，倾慕潘安，但二人实为兄妹 | 将家产捐出抗日，抚养袁寒雪的遗孤袁明       |
| 何 冰  | 徐晋卿 | 旷熏风义子                                         | 在抗击日军进攻北平的战斗中牺牲             |
| 杨若兮 | 袁寒雪 | 旷美娇之友，暗恋徐晋卿                             | 被日本黑龙会杀死                           |
| 窦智孔 | 潘 安  | 留美归国的摄影记者                                 | 因发现冯洽勾结日本人而被其所害             |
| 刘 威  | 旷熏风 | 旷美娇之父，前国会议员                             | 因一念之差背叛国家民族，后留下遗书开枪自杀 |
| 陈道明 | 潘雨亭 | 潘安之父，旷美娇的生父                             | 被旷熏风杀死                               |
| 裴 琳  | 桃金梅 | 旷美娇之友，实为日本间谍领养的孤儿                 | 与苏曼同归于尽                             |
|        | 叶 凡  | 潘安之友，武侠小说作家                             | 参加抗战，做了战地记者，牺牲于湖南         |
| 邹宗胜 | 毕 辉  | 潘安之友，画家，喜欢旷美娇                         | 参加抗战，加入中国远征军，牺牲于缅甸       |
| 赵 静  | 邱景如 | 旷府大太太                                         | 为求赎罪而遁入空门                         |
| 李凤绪 | 邱景幻 | 旷美娇之母，旷府二太太                             | 悬梁自尽                                   |
| 廖晓琴 | 林凤仙 | 旷府三姨太                                         | 旷熏风死后，自杀殉情                       |
| 宋 佳  | 袁秀英 | 袁寒雪之母                                         | 意外死亡                                   |
| 倪景阳 | 苏 曼  | 日本女特务，黑龙会头目                             | 被桃金梅杀死                               |
| 朱泳腾 | 冯 洽  | 程亥的副官，喜欢袁寒雪                             | 投靠日本人，被程亥家法处决                 |
| 阎沛饰 | 桃一夫 | 日本间谍，桃金梅养父                               | 精神错乱进了神经病院                       |
| 康爱石 | 程 亥  | 前北洋政府将军，袁寒雪干爹                         | 在抗击日军进攻北平的战斗中牺牲             |
| 刘冠军 | 张国文 | 旷美娇的老师，实际上是中共地下党员                 | 被日本黑龙会杀死                           |

## 電視劇歌曲
| 曲序 | 曲目                 |        | 作曲   | 演唱者 |
| ---- | -------------------- | ------ | ------ | ------ |
| 1.   | 《大雁归》（主题曲） | 缪森   | 文雅   | 韩雪   |
| 2.   | 《送别》（片尾曲）   | 李叔同 | 李叔同 | 李叔同 |

## 职员表
- 制作单位：上海乐动文化传播有限公司
- 出品公司：欢乐传媒集团有限公司、江苏中天龙影视文化发展有限公司、中视传媒股份有限公司
- 发行单位：北京欢乐文化艺术有限公司
- 出品人：董朝晖、隆晓辉
- 制片人：郁康淳、刘威
- 导演：王瑞
- 编剧：杨捷
- 摄影灯光及指导：吴斌
- 美术师：刘勇奇
- 造型师：陈嘉仪(香港)

## 影响
在央视首播后，前三天平均收视率在4%左右，创下了中国中央电视台电视剧频道2007年以来最好的开场成绩。